# بيضاء الثلج والأقزام السبعة (أغنية)
بيضاء الثلج والأقزام السبعة هي موسيقى تم إنتاجها لأول مرة في عام 1969، من تلحين فرانك تشرشل وجاي بلاكتون، وكلمات لاري موري وجو كوك.